# Pablo en nuestra piel
Pablo en nuestra piel es una telenovela argentina producida y emitida por Canal 13 en 1977. Basada en la radionovela Altanera Evangelina Garret, escrita y adaptada por Alberto Migré. Es protagonizada por María Valenzuela y Arturo Puig, junto con María Ibarreta, Beba Bidart y Pablo Codevila.

## Sinopsis
Micaela Manzi es una joven de una familia adinerada, huérfana de madre, con un padre muy ocupado en sus negocios y al cuidado de una tía, cuya vida da un giro inesperado, cuando se enamora perdidamente de su nuevo profesor de historia, Pablo Púan. Ambos viven ese amor como pueden, a pesar de las diferencias económicas y sociales que los separan.

## Elenco
- Arturo Puig - Pablo Puán
- María Valenzuela - Micaela Manzi
- Pablo Codevila - Raul Ferreyra
- María Ibarreta - Magalí Godoy
- Beba Bidart - Dora
- Ricardo Darín - Bruno
- Dora Ferreiro - Hortensia Manzi
- Mabel Pessen - Beatriz
- Susy Kent - Doña Lucrecia
- Ivonne Fournery - Delfina Ledesma
- Cristina Murta - María Amor
- Elsa Piuselli - Verónica
- María Noel Genovese - Alicia
- Roberto Osona - Ignacio
- Blanca Lagrotta - Eulalia
- Gloria Raines - Irene
- Paquita Más - Paloma
- Diego Varzi - Dardo
- Sandra Sandrini - Gabriela Altube
- Marita Battaglia - Brenda "Beba"
- Laura Bove - Ofelia
- Daniel Guerrero - Luciano
- Carlos Artiga - Carracedo
- Antuco Telesca - Lauro
- Mario de Rosa - Fabio
- Guillermo Rico - Peregrino
- Marcelo Marcote - Pebete
- María Cignacco - Dr. Amanda Corradi
- Julio César Barton - Narrador

## Equipo técnico
- Historia original - Alberto Migré.
- Vestuario: Guillermo Blanco
- Escenografía: Antón
- Iluminación: Jorge Bonanno
- Producción: Alberto Migré - Alicia Norton
- Asistente de dirección: Víctor Selandari - Jesuán Valencia
- Dirección - Carlos Berterreix.

## Guion
La telenovela fue dirigido Carlos Berterreix y fue escrito por Alberto Migré, conocido por crear historias como Los que estamos solos (1976), El hombre que yo inventé (1977), Chau, amor mío (1979), Un hombre como vos (1981), Cuando vuelvas a mí (1986), Ella contra mí (1988), Una voz en el teléfono (1990), entre otras.

## Versiones
Pablo en nuestra piel está basada en la radionovela Altanera Evangelina Garret, escrita por Alberto Migré. Las otras versiones de esta historia son:
- Altanera Evangelina Garret: Telenovela argentina realizada por Canal 13 en 1962, protagonizada por Atilio Marinelli y Mabel Landó.
- Adorable profesor Aldao: Telenovela argentina realizada por Canal 9 en 1968, protagonizada por Guillermo Bredeston y Beatriz Taibo.
- El adorable profesor Aldao: Telenovela peruana realizada por Panamericana Televisión en 1971, protagonizada por Julio Alemán y Regina Alcover.
- Carmín: Telenovela peruana realizada por Panamericana Televisión en 1984, protagonizada por Patricia Pereyra y Roberto Moll.
- El hombre que amo: Telenovela argentina realizada por Canal 9 en 1986, protagonizada por Germán Kraus, Stella Maris Closas y Silvia Kutika.
- Besos robados: Telenovela venezolano-peruana realizada por Venevisión y Frecuencia Latina en 2004, protagonizada por Stephanie Cayo y Juan Carlos García.